# Hewlett Packard HP-5036A
Hewlett Packard HP-5036A (HP-5036A) је професионални рачунар фирме Хјулит Пакард (Hewlett Packard) који је почео да се производи у Сједињеним Америчким Државама током 1979. године.
Користио је Intel 8085A микропроцесорску јединицу а RAM меморија рачунара је имала капацитет од 1 KB. 

## Детаљни подаци
Детаљнији подаци о рачунару HP-5036A су дати у табели испод.
|                       |                                                                  |
| [ 1 ]                 |                                                                  |
| Произвођач            | Хјулит Пакард                                                    |
| Тип                   | професионални рачунар                                            |
| Меморија              | 1 KB                                                             |
| Поријекло             | Сједињене Америчке Државе                                        |
| Година                | 1979                                                             |
| Тастатура             | 26 тастера са хексадецималним сегментом и 10 функцијских тастера |
| Процесор              |                                                                  |
| Фреквенција процесора | 2                                                                |
| RAM                   | 1 KB                                                             |
| ROM                   | 2 KB                                                             |
| Текст                 | 6 x 7-сегментни ЛЕД показивач                                    |
| Графика               |                                                                  |
| Боја                  |                                                                  |
| Звук                  | мали звучник                                                     |
| Димензије             | 30,5 (ширина) x 30,5 (дубина) x 6,5 (висина) / 4,5               |
| Портови               |                                                                  |
| Оперативни систем     |                                                                  |